# ميزر فيزيائي فلكي
الميزر الفيزيائي الفلكي  بالانجليزية (Astrophysical maser)هو ظاهرة فلكية تحدث عندما يتم تضخيم الموجات الكهرومغناطيسية، وخاصة في نطاق الموجات الدقيقة، بواسطة عمليات الانبعاث المحفز. تعتبر هذه الظواهر مهمة في دراسة الفضاء لأنها توفر معلومات قيمة عن تكوين النجوم والغازات في الفضاء.

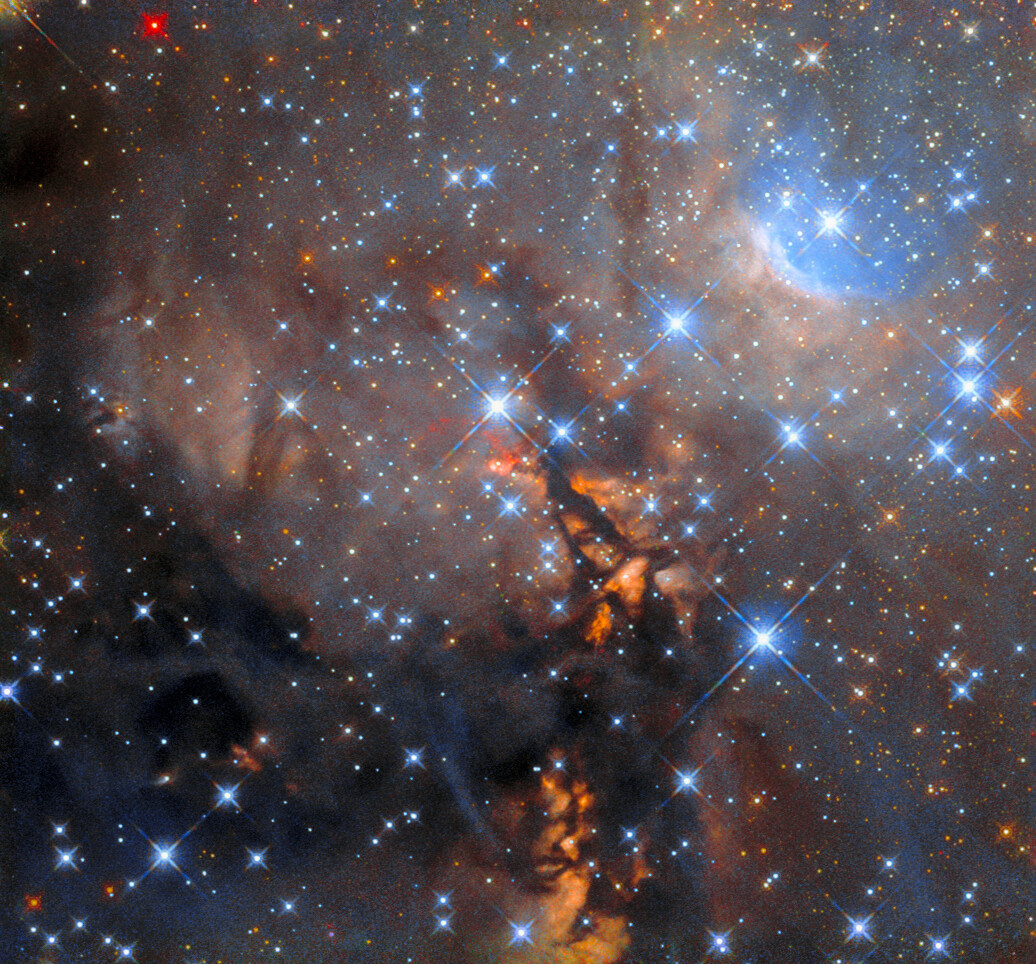

## تعريف الميزار
الميزار هو جهاز يستخدم لتوليد الموجات الكهرومغناطيسية عن طريق الانبعاث المحفز. في الفلك، تشير الميزار إلى الانبعاثات التي تحدث في الفضاء الخارجي، وغالبًا ما تكون مرتبطة بالغازات الساخنة أو المناطق التي تحتوي على جزيئات معينة مثل الماء (H2O) أو الميثان (CH3OH).

## أنواع الميزار الفيزيائي الفلكي
- ميزار الماء (H2O masers): تُعتبر من أكثر الأنواع شيوعًا، وغالبًا ما تُكتشف في المناطق المحيطة بالنجوم الشابة.
- ميزار الميثان (CH3OH masers): تُستخدم لدراسة تكوين النجوم وتفاعلاتها.
- ميزار السيليكون (SiO masers): تُعتبر مهمة في دراسة النجوم المتطورة.

## أهمية الميزار الفيزيائي الفلكي
- دراسة تكوين النجوم: تساعد الميزار في تحديد مواقع النجوم الشابة وتكوينها.
- تحديد المسافات: يمكن استخدام الميزار كأدوات لقياس المسافات في الكون.
- فهم الديناميات الكونية: توفر معلومات حول حركة الغاز والغبار في الفضاء.

## خاتمة
تعتبر الميزار الفيزيائي الفلكي أدوات قوية في علم الفلك، حيث تساعد العلماء في فهم العديد من الظواهر الكونية. من خلال دراسة هذه الظواهر، يمكننا الحصول على رؤى أعمق حول تكوين النجوم وتفاعلاتها في الكون.